# Малеини
Малеини (на гръцки: Μαλεΐνος) – гръко-византийски аристократичен клан, засвидетелстван за първи път през IX век, който се издига до най-важните и могъщи представители на анатолйската поземлена аристокрация (динатите) през X век, излъчвайки редица висши генерали във византийската армия. След като богатството и властта на Малеини стават цел на византийския император Василий II (976 – 1025), фамилията им запада, въпреки че нейни членове все още се споменават в Анатолия и на Балканите през XI и XII век.

## История
Семейството от гръцки произход се появява за първи път в източниците през втората половина на IX век. Предполага се, че фамилното име Малеин произлиза от местоположението на Малагина във Витиния, но основните му имоти и властова база са били в темата Харсианон в Кападокия, която трябва да се счита за негова истинска родина.
Първият известен член на семейството е пълководецът Никифор Малеин, за когото се знае само, че през 866 г. е потушил бунта на логотета на деома Симватий, роднина на убития малко преди това кесар Варда. Патрикият и пълководец Евстатий Малеин, засвидетелстван по-късно през века, вероятно е брат или син на Никифор. Синът на Евстатий, Евдоким, се жени за дъщерята на патрикий Адралест, който е роднина по сватовство с император Роман I Лакапин (920 – 944).
Евдоким имал седем деца, най-известните сред които са Константин и Михаил Малеини. Константин е генерал и дългогодишен управител (стратег) на тема Кападокия в средата на X век. От поста си Константин участва в няколко кампании срещу арабите. След кратка служба в императорския двор пък Михаил става монах на младини и постига голяма слава. Той е наставник на Атанасий Атонски и е духовен ментор на своите племенници, братята Никифор Фока (бъдещият император Никифор II, (963 – 969) и Лъв Фока, роден от неназована сестра, съпруга на генерала Варда Фока Стари. Лъв Малеин, вероятно син на Никифор или на Константин Малеин, участвал в битки срещу арабите в Сирия и бил убит през 953 г.
Благодарение на тези връзки с набиращия власт клан на Фокидите до 50-те години на X век Малеини се утвърждават като една от водещите анатолийски фамилии и натрупват огромно богатство. Според арабски източници, едно от техните имения се простира непрекъснато от Клавдиополис във Витиния до река Сангариос, обхващайки около 115 квадратни километра. Водещият представител на фамилията през последния X век е синът на Константин, магистратът Евстатий Малеин. Водещ пълководец при Йоан I Цимисхий (969 – 976) и през първите години от управлението на император Василий II, той участва в аристократичния бунт от 987 г., предвождан от Варда Фока Младши. След смъртта на Фока през 989 г. Евстатий Малеин не е строго наказан, а е заточен в имението си. Няколко години по-късно император Василий II го отвежда в Константинопол и след смъртта му конфискува всичките имоти и богатства на Евстатий.
След този удар Малеини никога вече не успяват да възстановят предишната си мощ. Членовете на семейството все още са засвидетелствани по сфрагистичнк находки като длъжностни лица (с относително високи титли като патрикий и проедър) и се споменават в литературни или правни източници от XI и XII век, които също документират установяването на един клон на фамилията в Македония, най-вероятно поради завладяването на Кападокия от селджукските турци. Естеството и оскъдността на тези препратки демонстрират ефективната загуба на каквато и да е политическа власт от клана: един Стефан Малеин е земевладелец близо до Солун през 1084 г., а друг Малеин, който се бунтува срещу император Андроник I Комнин (1183 – 1185) през 1185 г., е описан от Никита Хониат като човек без знатен произход и без богатство. Семейството не е засвидетелствано след това.
Членове на семейство Малеини също са засвидетелствани в Южна Италия и по-специално в Калабрия от втората половина на X век и до XII век, като служители във войската, администратори или църковни служители. Тяхната връзка, ако има такава, с анатолийския клан Малеини е неизвестна.

## Препратки
1. ↑  Krsmanović 2003, Chapter 2; ODB, с. 1276, Maleinos (A. Kazhdan & A. Cutler).
2. ↑  Krsmanović 2003, Chapter 3; PmbZ, Nikephoros (#5332).
3. ↑  ODB, с. 1276, Maleinos (Kazhdan & Cutler); Krsmanović 2003, Chapter 3; PmbZ, Eustathios Maleinos (#1788).
4. ↑  ODB, с. 1276, Maleinos (Kazhdan & Cutler); Krsmanović 2003, Chapter 4; Holmes 2005, с. 333–334.
5. ↑  Holmes 2005, с. 334; Krsmanović 2003, Auxiliary Catalogs; PmbZ, Leon Maleïnos (#24509).
6. ↑  ODB, с. 1276, Maleinos (Kazhdan & Cutler); Krsmanović 2003, Chapter 1.
7. ↑  ODB, с. 1276, Maleinos (Kazhdan & Cutler); Krsmanović 2003, Chapter 5.
8. ↑  ODB, с. 1276, Maleinos (Kazhdan & Cutler); Krsmanović 2003, Chapter 7.
9. ↑  ODB, с. 1276, Maleinos (Kazhdan & Cutler); Krsmanović 2003, Chapter 8.